# Briconville
Briconville is een gemeente in het Franse departement Eure-et-Loir (regio Centre-Val de Loire) en telt 119 inwoners (2009). De plaats maakt deel uit van het arrondissement Chartres.

## Geografie
De oppervlakte van Briconville bedraagt 6,2 km², de bevolkingsdichtheid is dus 19,2 inwoners per km².
De onderstaande kaart toont de ligging van Briconville met de belangrijkste infrastructuur en aangrenzende gemeenten.

## Demografie
Onderstaande figuur toont het verloop van het inwonertal (bron: INSEE-tellingen).